# Battaglia di Modlin
La battaglia di Modlin, avvenuta durante la campagna di Polonia e la seconda guerra mondiale, ha visto coinvolte due armate sui fronti contrapposti, ed è terminata con la resa delle forze polacche dell'area.

## Geografia

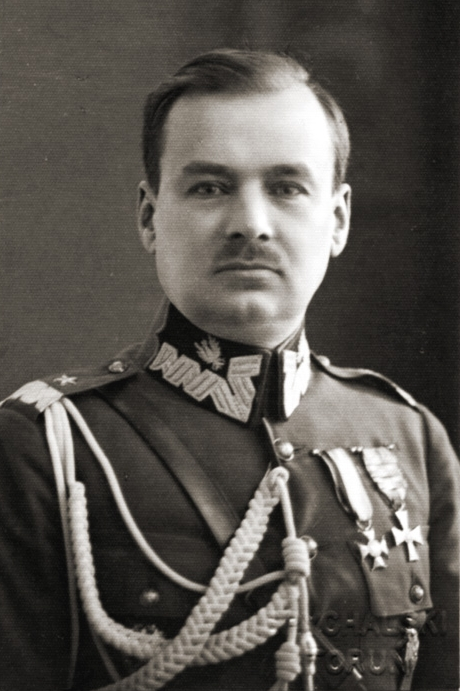
Il generale polacco Wiktor Thommée, comandante della fortezza di Modlin

La fortezza di Modlin è posta sulla riva nord del fiume Narew, proprio sulla confluenza tra il Narew e la Vistola, a nord-est di Varsavia e a circa 25 km dagli attuali sobborghi della capitale polacca. Da questa posizione si domina la grande strada di accesso da nord-est verso Varsavia, che valica la Vistola, e gli approcci al ponte stradale sul Narew.

## Eventi antecedenti
Lo scoppio della guerra è dovuto al fatto che la Germania voleva incorporare la Città Libera di Danzica  all'interno del proprio stato, visto che città era a maggioranza assoluta tedesca, ma la Polonia continuava a rigettare le richieste dei tedeschi che, con il passare degli anni, continuavano a far accrescere le pressioni. All'inizio del 1939 Hitler aveva emanato gli ordini di preparare una soluzione del problema polacco tramite l'utilizzo dei mezzi militari. L'assalto tedesco era in origine previsto per le 4:00 del 26 agosto, ma essendo stato firmato il 25 agosto il patto di difesa comune polacco-britannico, con il quale il Regno Unito si faceva garante dell'indipendenza della Polonia, Hitler procrastinò l'attacco fino al 1º settembre.

## Preparazione polacca
Il piano di difesa polacca, il piano Zachód (che significa "ovest" in polacco) prevedeva lo stanziamento delle truppe sul confine polacco-tedesco. In questo modo la Polonia scartò l'idea di stanziare le truppe oltre la barriera naturale del fiume Vistola e del fiume San. Questo era dovuto al fatto che i due fiumi scorrono internamente alla nazione, e non avrebbero permesso la difesa delle regioni più industrializzate e ricche di risorse, che si trovavano al confine. Altro motivo di questa scelta fu il fatto che la linea Vistola-San non prevedeva neanche la difesa del corridoio di Danzica, tanto ambito dalla Germania, si temeva, infatti, che con la perdita del Corridoio la Francia e il Regno Unito avrebbero firmato con la Germania un trattato di pace simile all'accordo di Monaco del 1938. Così, un terzo delle forze della Polonia erano concentrate presso il Corridoio di Danzica.

## Preparazione tedesca
Il piano tedesco, il Fall Weiß (che significa "Piano Bianco") consisteva nello sfruttare il vantaggio della lunghezza del confine con manovre aggiranti. Infatti, le unità tedesche dovevano invadere la Polonia da tre direzioni:
- Un attacco principale dalla Germania attraverso il confine occidentale della Polonia.
- Una seconda via di attacco dalla Prussia a nord e il raggiungimento del Corridoio polacco.
- Un terzo attacco doveva giungere da sud dall'armata della Slovacchia nazista.

Tutti e tre gli assalti dovevano convergere a Varsavia, mentre l'esercito polacco doveva essere circondato e distrutto.

## La battaglia
La fortezza di Modlin faceva parte del sistema difensivo di Varsavia, ed era al centro di un dispositivo difensivo basato sulla omonima armata, comandata dal generale Wiktor Thommée. Pertanto visto l'interesse strategico, la Wehrmacht decise di eliminare le forze polacche, attaccando il dispositivo difensivo che, sotto i colpi delle truppe di terra e dei massicci attacchi aerei, si ridusse gradatamente alla sola fortezza. La reazione polacca fu vigorosa e la difesa contraerea fu accreditata di un numero di aerei abbattuti superiore a quelli persi dalla Luftwaffe nel resto della campagna. Con la resa dei difensori, avvenuta il 29 settembre, la strada per Varsavia era aperta per i tedeschi.